# ガウシアン・スプラッティング
ガウシアン・スプラッティング（Gaussian splatting）は、立体情報を面や線のプリミティブに変換することなく、直接レンダリングするためのボリュームレンダリング手法。この技術は、1990年代初頭にLee Westoverによってスプラッティングとして最初に提案された。
この技術は2023年に再び注目を集め、大きな人気を博した。その年、フランス国立情報学自動制御研究所の研究グループが、リアルタイムでのラディアンス・フィールドレンダリングを可能にする画期的な3Dガウシアン・スプラッティングを提案した。他のラディアンス・フィールド手法と同様、この技術も複数の画像を3D空間の表現へと変換し、その表現を用いて新しい視点から見た画像を生成できる。その後、リアルタイムで動的なシーンレンダリングが可能な3D時系列ガウシアン・スプラッティングなど、複数の研究が続々と発表された。